# エルメル・ディクトニウス

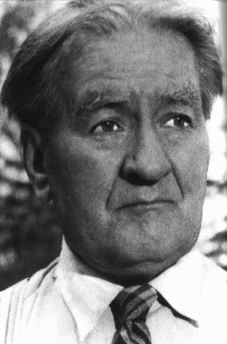
Elmer Diktonius

エルメル・ラファエル・ディクトニウス（フィンランド語: Elmer Rafael Diktonius、1896年1月20日 - 1961年9月23日）は、スウェーデン系フィンランド人の作家。
ヘルシンキに生まれた。フィンランド・スウェーデン近代主義の代表格で、1921年に“Min dikt”でデビュー。“Janne Kubik”（1932年）などの文学作品を残した。
社会主義者で、晩年はアルコール中毒やアルツハイマー病と闘った。カウニアイネンにて没。ヘルシンキの墓地に埋葬された。
主に彼はロイッカ村に住んでいた。